# Concodo
Los concodos son unos dulces de cacahuete (maní) típicos de Guinea Ecuatorial. Hechos con azúcar que se carameliza a la manera garrapiñada, son uno de los dulces más típicos del país africano, junto con el rompemuelas, hecho de coco rallado, las rosquillas y los mantecados. Se suelen vender en puestos callejeros. En la actualidad, una empresa de Malabo –Dulces de Guinea S.L.– es la única que comercializa concodos en el mercado ecuatoguineano.
El concodo también es conocido en Ghana bajo el nombre de kongodo o nkate cake (nkate significa ‘cacahuete’ en lengua akán).